# Tomasz Koziński
Tomasz Marian Koziński (ur. 10 lutego 1955 w Warszawie) – polski polityk i samorządowiec, od 2006 do 2007 wojewoda mazowiecki.

## Życiorys
Ukończył studia w Akademii Wychowania Fizycznego Józefa Piłsudskiego w Warszawie oraz podyplomowe w Wyższej Szkole Przedsiębiorczości i Zarządzania im. Leona Koźmińskiego. Pracował zawodowo jako nauczyciel wychowania fizycznego oraz trener piłki ręcznej.
Od 1994 należał do Porozumienia Centrum, był wśród założycieli Prawa i Sprawiedliwości.
W latach 1999–2001 pełnił funkcję zastępcy dyrektora zarządu dzielnicy Praga-Południe w Gminie Warszawa-Centrum, odpowiadającego m.in. za oświatę. Od 2002 do 2006 zajmował stanowisko burmistrza tej dzielnicy. W tym samym okresie zasiadał również w sejmiku mazowieckim, w którym kierował klubem radnych PiS. Z listy tej partii kandydował bez powodzenia w 2001, 2005 i 2007 do Sejmu, a w 2004 do Parlamentu Europejskiego.
Od stycznia 2006 do stycznia 2007 był wojewodą mazowieckim. Później przez kilka miesięcy kierował przedsiębiorstwem Elektrownie Szczytowo-Pompowe. W 2014 z listy PiS uzyskał mandat radnego Warszawy.
Prowadził następnie własną działalność gospodarczą, pracował też jako nauczyciel akademicki. W kwietniu 2017 objął stanowisko dyrektora Centralnego Ośrodka Sportu, którym zarządzał do 2018.

## Odznaczenia
W 2016 otrzymał Srebrny Krzyż Zasługi. W 2017 otrzymał Odznakę Honorową za Zasługi dla Samorządu Terytorialnego.